# Scarborough Fair
Scarborough Fair var en marknad som under senmedeltiden var en viktig samlingsplats för handlande från hela England i kuststaden Scarborough i North Yorkshire i England. Staden hyste en marknad som började den 15 augusti och pågick i 45 dagar, vilket var ovanligt länge för en marknad vid den här tiden. Till marknaden kom handelsmän från hela England, Norge, Danmark, de baltiska staterna och från Bysans. Ursprunget var ett privilegium utfärdat av Henrik III av England den 22 januari 1253. Privilegiet innebar att "borgarna och deras efterkommande alltid må ha en årlig marknad i Borough från Jungfru Marie himmelsfärd till efterföljande Mickelsmäss". (I den moderna katolska kalendern motsvaras detta av tiden mellan den 15 augusti och 29 september.) Naturligtvis drog ett evenemang av den här storleken inte bara till sig handelsmän. Dessa skulle också underhållas och utfodras. Därför drogs också stora skaror av köpare, försäljare och lycksökare till marknaden. Priserna bestämdes av tillgång och efterfrågan eller så bedrevs det byteshandel. Handlingar visar att Scarboroughs välstånd sjönk efter 1383.
Tidigt på 1600-talet kom konkurrensen från andra städers handel och marknader, samt ökade skatter att ytterligare bidra till marknadens undergång och så småningom blev läget finansiellt ohållbart. Marknaden återuppstod igen under 1700-talet, men på grund av den hårda konkurrensen upphörde den slutligen 1788.
Den traditionella "Scarborough Fair" existerar inte längre men ett antal mindre påkostade evenemang äger rum varje september för att påminna om den forna marknaden.  I juli 2006 innehöll Scarborough Fair medeltida tornerspel arrangerade av English Heritage vid sidan av de sedvanliga evenemangen.
Scarborough Fair nämns i den traditionella engelska balladen  Scarborough Fair.